# ロバート・ダンカン・マクニール
ロバート・ダンカン・マクニール（Robert Duncan McNeil、1964年11月9日 - ) は、アメリカ合衆国の俳優、映画プロデューサー。

## 来歴
1964年、アメリカのノースカロライナ州に生まれたが父がいわゆる転勤族であったため、国内各地を転々とし、最終的に家族はジョージア州のアトランタに居を定めた。マクニールはそこで12歳の時、小劇場でオズの魔法使いに出演して初舞台を踏む。
高校を卒業後ブロードウェイへ単身乗り込み、オーディションでミュージカル『ファンタスティックス』のボーイ役を勝ち取る。その間、ジュリアード学院で2年間貿易も学んだ。
在学中にABCネットワークの『オールマイチルドレン』に出演、1988年にはエミー賞にノミネートされている。その後もオフブロードウェイやSF映画にも出演する機会を得、数々の舞台作品やテレビドラマに出演し、自らも脚本・演出を手掛けている。広くその存在を知られるようになったのは『スタートレック:ヴォイジャー』で操舵士及び医療助手トム・パリス中尉役としてのレギュラー出演に依るところが大きい。
現在は妻子と共にアメリカ・カリフォルニア州に住んでいる。

## 『スタートレック』シリーズとの関わり
『スタートレック』シリーズとの関わりは『新スタートレック』第5シーズン第119話「悲しみのアカデミー卒業式」にチームのリーダー格ニコラス・ロカルノ役で出演したことに始まる。その1年後、『スタートレック:ヴォイジャー』の製作開始にあたりプロデューサーのリック・バーマンやマイケル・ピラー等とも意気投合し、提督を父に持つ反カーデシアのレジスタンス組織『マキ』に参加した士官という設定のトム・パリス役を射止める。
『スタートレック:ヴォイジャー』では下記のエピソードでディレクターを務めている。
- シーズン3　第7話「聖霊の怒り」
- シーズン3　第17話「ボーグ・キューブ」
- シーズン5　第22話「誰かが君に恋してる」
- シーズン7　第7話「セブンになったドクター」

また、このシリーズの放送終了後、一時ユニバーサルを離れたが再び契約を戻し、『スタートレック:エンタープライズ』シリーズで再びディレクターとして名前を連ねている。
- シーズン1　第11話「時を見つめる男」
- シーズン2　第21話「理由なき憎しみ」
- シーズン3　第8話「留められない記憶」
- シーズン3　第23話「地球攻撃10時間前」

『スタートレック』シリーズ以外の作品でもイーサン・フィリップスやティム・ラス等『スタートレック:ヴォイジャー』の出演者とは様々な作品で出演者とディレクターというスタンスでクレジットを重ねることも多い。
また『スタートレック:ヴォイジャー』の約30年後を描いたMMORPG『Star Trek Online』では、デルタ・フライト司令官となったトム・パリス大佐役として出演している。
『スタートレック』シリーズにインスパイアされた2017年のテレビドラマシリーズ『宇宙探査艦オーヴィル』(The Orville)でもディレクターを務める。

## 主な出演作品
スタートレックシリーズに関しては前掲
- 1981年～1983年：『ファンタスティックス』『マクベス』『三文オペラ』
- 1985年～1988年：『オールマイチルドレン 』チャーリー・ブレント役（レギュラー）/『新トワイライトゾーン』「時を超えたメッセージ」
- 1987年：SFアクション映画『マスターズ/超空の覇者』
- 1988年 - 1989年：『イントゥ・ザ・ウッズ』の全米ツアーカンパニーに参加
- 1990年：テレビシリーズ『タイムマシーンにお願い』第26話「哀しい愛」にゲスト出演
- 1991年：『L.A.ロー 七人の弁護士』　第108話 「TV出演の日」
- 1992年 - 1993年：『青春!カリブ海』  医大生コリン・ミッドフォードでレギュラー出演
- 1993年：ロサンゼルスのシェイクスピア祭にて『ロミオとジュリエット』のロミオ役を演じドラマ部門最優秀演技賞を受賞
- 1994年：『ジェシカおばさんの事件簿』

## 主な プロデュース・監督作品
- 1985年：サム・シェパードの作品『4Hクラブ』のプロデュースと主演
- 1998年：『ドーソンズ・クリーク』
  - シーズン5 第4話「戻らない時間」　
  - シーズン5 第20話「夜明けに向かって」
  - シーズン6 第2話「心の棘」
  - シーズン6 第4話「恋愛の法則」
  - シーズン6 第11話「終わりなきサイクル」
  - シーズン6 第13話「踏み出した一歩」
  - シーズン6 第20話「希望への逃走」
- 2002年：『エバーウッド 遥かなるコロラド』 
  - シーズン1 第10話「雪の夜に」
- 2004年『デスパレートな妻たち』　
  - シーズン2 第14話「美しき友情」
  - シーズン2 第4話「父親の本分」
- 『チャック』[2]
  - シーズン1 第2話「チャック VS ヘリコプター」
  - シーズン1 第6話「チャック VS サンドワーム」
  - シーズン1 第8話「チャック VS 真実」
  - シーズン2 第3話「チャック VS 失恋」
  - シーズン2 第11話「チャック VS サンタクロース」
  - シーズン2 第12話「チャック VS ロック・スター」
  - シーズン2 第19話「チャック VS 夢の職業」
  - シーズン2 第22話「チャック VS リング」
  - シーズン3 第1話「チャック VS クビ宣告」
  - シーズン3 第4話「チャック VS スパイになったデヴォン」
  - シーズン3 第11話『Chuck Versus the Final Exam』
  - シーズン3 第14話『Chuck Versus the Honeymooners』
  - シーズン3 第19話『Chuck Versus the Ring, Part II』
  - シーズン4 第1話『Chuck Versus the Anniversary』
  - シーズン4 第4話『Chuck Versus the Coup D'Etat』
- 『サマンサWho?』 
  - シーズン1 第1話「私は誰？」
- 『宇宙探査艦オーヴィル』
  - シーズン1 第2話
  - シーズン2 第5話